# Dolichopus sordidatus
Dolichopus sordidatus är en tvåvingeart som beskrevs av Van Duzee 1921. Dolichopus sordidatus ingår i släktet Dolichopus och familjen styltflugor.
Artens utbredningsområde är Idaho. Inga underarter finns listade i Catalogue of Life.